# Пеон (син Ендіміона)
Пеон (дав.-гр. Παίων) — персонаж давньогрецької міфології, син царя Еліди Ендіміона і Хромії, брат Етола, Епея, Евкріди. По смерті Ендіміона влада в Еліді перейшла до Етола, через що Пеон виїхав звідти і пристав до місцевості у Фракії, біля річки Аксіос, яку згодом назвали на його честь Пеонією.